# Aeropuerto Internacional de Taiwán Taoyuan
El Aeropuerto Internacional de Taiwán Taoyuan (IATA: TPE, OACI: RCTP) (en mandarín: 台灣桃園國際機場 o 臺灣桃園國際機場; pinyin: Táiwan Táoyuán Gúojì Jichǎng) también se conoce como Aeropuerto internacional de Chiang Kai-shek (mandarín: 中正國際機場; pinyin: Zhōngzhèng Gúojì Jichǎng). Es el más importante de los tres aeropuertos internacionales de Taiwán, situado en el condado de Taoyuan, próximo a Taipéi.

## Historia
La inauguración de la terminal I del aeropuerto fue el 21 de febrero de 1979 e hizo partido de uno de los diez grandes proyectos de infraestructura que lanzó el gobierno taiwaneso durante los años 1970. Inicialmente el nombre pensado para el aeropuerto fue aeropuerto internacional de Taoyuan, pero se bautizó aeropuerto internacional de Chiang Kai-shek, en recuerdo al presidente taiwanés que había muerto el 5 de abril de 1975. 
El aeropuerto es el principal de las compañías taiwanesas China Airlines y EVA Air. Como la terminal I no era suficiente para absorber el tráfico aéreo, se inauguró la terminal II el 29 de julio de 2000. Ese día sólo se abrió la parte correspondiente a Eva Air, destinada exclusivamente a carga y mercancías. La segunda parte, para China Airlines, se abrió al tráfico público el 21 de enero de 2005.
Hay planes para una tercera terminal (los trabajos empezarán en 2008). Todo el tráfico internacional será transferido a la terminal III y la terminal I se dedicara únicamente al tráfico nacional.

## Aerolíneas y destinos
Lista de compañías aéreas que operan a partir de Taiwán-Taoyuan:

### Destinos nacionales
| Ciudad    | Nombre del aeropuerto                 | Aerolíneas     | Aeronaves | Frecuencias semanales |
| Taiwán    | Taiwán                                | Taiwán         | Taiwán    | Taiwán                |
| --------- | ------------------------------------- | -------------- | --------- | --------------------- |
| Kaohsiung | Aeropuerto Internacional de Kaohsiung | China Airlines |           |                       |

### Destinos internacionales
| Ciudades por países  | Nombre del aeropuerto                              | Aerolíneas | Aeronaves      | Frecuencias semanales |              |
| Norteamérica         | Norteamérica                                       | Norteamérica | Norteamérica   | Norteamérica          | Norteamérica |
| -------------------- | -------------------------------------------------- | --- | -------------- | --------------------- | ------------ |
| Canadá               |                                                    | |                |                       |              |
| Toronto              | Aeropuerto Internacional Toronto Pearson           | EVA Air |                |                       |              |
| Vancouver            | Aeropuerto Internacional de Vancouver              | Air Canada China Airlines EVA Air |                |                       |              |
| Estados Unidos       |                                                    | |                |                       |              |
| Chicago              | Aeropuerto Internacional O'Hare                    | EVA Air |                |                       |              |
| Houston              | Aeropuerto Intercontinental George Bush            | EVA Air |                |                       |              |
| Los Ángeles          | Aeropuerto Internacional de Los Ángeles            | China Airlines EVA Air StarLux Airlines |                |                       |              |
| Nueva York           | Aeropuerto Internacional John F. Kennedy           | China Airlines EVA Air |                |                       |              |
| Ontario              | Aeropuerto Internacional de Ontario                | China Airlines |                |                       |              |
| San Francisco        | Aeropuerto Internacional de San Francisco          | China Airlines EVA Air StarLux Airlines United Airlines                                                                                            |                |                       |              |
| Seattle              | Aeropuerto Internacional de Seattle-Tacoma         | EVA Air StarLux Airlines |                |                       |              |
| Asia                 |                                                    | |                |                       |              |
| Brunéi               |                                                    | |                |                       |              |
| Brunéi               | Aeropuerto Internacional de Brunéi                 | Royal Brunei Airlines |                |                       |              |
| Camboya              |                                                    | |                |                       |              |
| Phnom Penh           | Aeropuerto Internacional de Phnom Penh             | China Airlines EVA Air JC International Airlines                                                                                                   | A320-214       |                       |              |
| Siem Reap            | Aeropuerto Internacional de Angkor                 | JC International Airlines | A320-214       |                       |              |
| China                |                                                    | |                |                       |              |
| Changchun            | Aeropuerto Internacional de Changchun-Longjia      | China Southern Airlines Mandarin Airlines operado por China Airlines                                                                               |                |                       |              |
| Changsha             | Aeropuerto Internacional de Changsha-Huanghua      | China Southern Airlines Mandarin Airlines operado por China Airlines Xiamen Airlines                                                               |                |                       |              |
| Changzhou            | Aeropuerto Internacional de Changzhou-Benniu       | China Eastern Airlines |                |                       |              |
| Chengdú              | Aeropuerto Internacional de Chengdú-Shuangliu      | Air China China Airlines EVA Air |                |                       |              |
| Chongqing            | Aeropuerto Internacional de Chongqing-Jiangbei     | Air China Uni Air operado por EVA Air |                |                       |              |
| Dalian               | Aeropuerto Internacional de Dalian-Zhoushuizi      | China Airlines China Southern Airlines Hainan Airlines Uni Air operado por EVA Air                                                                 |                |                       |              |
| Fuzhou               | Aeropuerto Internacional de Fuzhou                 | Uni Air operado por EVA Air Xiamen Airlines |                |                       |              |
| Guangzhou            | Aeropuerto Internacional de Cantón-Baiyun          | China Airlines China Southern Airlines EVA Air Hainan Airlines                                                                                     |                |                       |              |
| Guilin               | Aeropuerto Internacional de Guilin-Liangjiang      | China Southern Airlines EVA Air |                |                       |              |
| Guiyang              | Aeropuerto Internacional de Guiyang-Longdongbao    | China Southern Airlines |                |                       |              |
| Haikou               | Aeropuerto Internacional de Haikou-Meilan          | China Airlines Hainan Airlines |                |                       |              |
| Hangzhou             | Aeropuerto Internacional de Hangzhou-Xiaoshan      | Air China EVA Air Xiamen Airlines |                |                       |              |
| Harbin               | Aeropuerto Internacional de Harbin                 | China Southern Airlines EVA Air |                |                       |              |
| Hefei                | Aeropuerto Internacional de Hefei-Xinqiao          | China Airlines China Eastern Airlines |                |                       |              |
| Hohhot               | Aeropuerto Internacional de Hohhot Baita           | EVA Air |                |                       |              |
| Huai'an              | Aeropuerto Internacional de Huai'an-Lianshui       | China Eastern Airlines |                |                       |              |
| Huangshan            | Aeropuerto Internacional de Huangshan-Tunxi        | EVA Air |                |                       |              |
| Jinan                | Aeropuerto Internacional de Jinan Yaoqiang         | EVA Air Shandong Airlines |                |                       |              |
| Kunming              | Aeropuerto Internacional de Kunming-Changshui      | China Eastern Airlines Sichuan Airlines | A3xx           |                       |              |
| Lanzhou              | Aeropuerto Internacional de Lanzhou-Zhongchuan     | China Eastern Airlines Hainan Airlines |                |                       |              |
| Lijiang              | Aeropuerto Internacional de Lijiang-Sanyi          | China Eastern Airlines |                |                       |              |
| Nanchang             | Aeropuerto Internacional de Nanchang-Changbei      | China Airlines China Eastern Airlines Shenzhen Airlines                                                                                            |                |                       |              |
| Nankín               | Aeropuerto Internacional de Nankín-Lukou           | China Eastern Airlines Mandarin Airlines operado por China Airlines Uni Air operado por EVA Air                                                    |                |                       |              |
| Nanning              | Aeropuerto Internacional de Nanning-Wuxu           | China Southern Airlines Shenzhen Airlines |                |                       |              |
| Nantong              | Aeropuerto Internacional de Nantong-Xingdong       | Shenzhen Airlines |                |                       |              |
| Ningbo               | Aeropuerto Internacional de Ningbo-Lishe           | China Eastern Airlines Mandarin Airlines operado por China Airlines Uni Air operado por EVA Air                                                    |                |                       |              |
| Pekín                | Aeropuerto Internacional de Pekín-Capital          | Air China China Airlines EVA Air Hainan Airlines                                                                                                   |                |                       |              |
| Qingdao              | Aeropuerto Internacional de Qingdao-Liuting        | China Airlines China Eastern Airlines Uni Air operado por EVA Air Shandong Airlines                                                                |                |                       |              |
| Quanzhou             | Aeropuerto Internacional de Quanzhou-Jinjiang      | Xiamen Airlines |                |                       |              |
| Sanya                | Aeropuerto Internacional de Sanya-Phoenix          | China Airlines |                |                       |              |
| Shanghái             | Aeropuerto Internacional de Shanghái-Pudong        | Air China China Airlines China Eastern Airlines China Southern Airlines EVA Air Juneyao Airlines Spring Airlines                                   | A32x           |                       |              |
| Shantou              | Aeropuerto Internacional de Jieyang-Chaoshan       | China Southern Airlines |                |                       |              |
| Shenyang             | Aeropuerto Internacional de Taoxian                | China Southern Airlines Mandarin Airlines operado por China Airlines Uni Air operado por EVA Air Shenzhen Airlines                                 |                |                       |              |
| Shenzhen             | Aeropuerto Internacional de Shenzhen-Bao'an        | China Airlines China Southern Airlines Uni Air operado por EVA Air Shenzhen Airlines                                                               |                |                       |              |
| Shijiazhuang         | Aeropuerto Internacional de Shijiazhuang-Zhengding | Spring Airlines | A32x           |                       |              |
| Taiyuan              | Aeropuerto Internacional de Taiyuan-Wusu           | China Eastern Airlines EVA Air |                |                       |              |
| Tianjin              | Aeropuerto Internacional de Tianjin-Binhai         | EVA Air |                |                       |              |
| Urumchi              | Aeropuerto Internacional de Urumchi-Diwopu         | China Southern Airlines |                |                       |              |
| Weihai               | Aeropuerto Internacional de Weihai-Dashuibo        | China Airlines |                |                       |              |
| Wenzhou              | Aeropuerto Internacional de Wenzhou-Longwan        | Air China |                |                       |              |
| Wuhan                | Aeropuerto Internacional de Wuhan-Tianhe           | China Airlines China Eastern Airlines China Southern Airlines                                                                                      |                |                       |              |
| Wuxi                 | Aeropuerto Internacional de Sunan-Shuofang         | China Airlines China Eastern Airlines Shenzhen Airlines                                                                                            |                |                       |              |
| Xi'an                | Aeropuerto Internacional de Xi'an-Xianyang         | China Airlines China Eastern Airlines Uni Air operado por EVA Air Hainan Airlines                                                                  |                |                       |              |
| Xiamen               | Aeropuerto Internacional de Xiamen-Gaoqi           | Mandarin Airlines operado por China Airlines Xiamen Airlines                                                                                       |                |                       |              |
| Xining               | Aeropuerto Internacional de Xining-Caojiabao       | Uni Air operado por EVA Air |                |                       |              |
| Xuzhou               | Aeropuerto Internacional de Xuzhou-Guanyin         | China Airlines |                |                       |              |
| Yancheng             | Aeropuerto Internacional de Yancheng-Nanyang       | Mandarin Airlines operado por China Airlines Uni Air operado por EVA Air                                                                           |                |                       |              |
| Yangzhou             | Aeropuerto Internacional de Yangzhou-Taizhou       | China Airlines |                |                       |              |
| Yanji                | Aeropuerto Internacional de Yanji-Chaoyangchuan    | Far Eastern Air Transport |                |                       |              |
| Yantai               | Aeropuerto Internacional de Yantai-Penglai         | China Airlines Shandong Airlines |                |                       |              |
| Yinchuan             | Aeropuerto Internacional de Yinchuan-Hedong        | China Eastern Airlines |                |                       |              |
| Yiwu                 | Aeropuerto Internacional de Yiwu                   | China Southern Airlines |                |                       |              |
| Zhangjiajie          | Aeropuerto Internacional de Zhangjiajie-Hehua      | China Southern Airlines |                |                       |              |
| Zhengzhou            | Aeropuerto Internacional de Zhengzhou-Xinzheng     | China Southern Airlines EVA Air Mandarin Airlines operado por China Airlines                                                                       |                |                       |              |
| Corea del Sur        |                                                    | |                |                       |              |
| Busan                | Aeropuerto Internacional de Gimhae                 | Air Busan China Airlines Jeju Air Korean Air Tigerair Taiwan                                                                                       | A32x B737 A32x |                       |              |
| Daegu                | Aeropuerto Internacional de Daegu                  | Tigerair Taiwan T'way Airlines | A32x           |                       |              |
| Jeju                 | Aeropuerto Internacional de Jeju                   | Tigerair Taiwan | A32x           |                       |              |
| Seúl                 | Aeropuerto Internacional de Incheon                | Asiana Airlines Cathay Pacific China Airlines Eastar Jet EVA Air Jeju Air Jin Air Korean Air Scoot Thai Airways Uni Air operado por EVA Air        | B737 B7x7      |                       |              |
| EAU                  |                                                    | |                |                       |              |
| Dubái                | Aeropuerto Internacional de Dubái                  | Emirates |                |                       |              |
| Filipinas            |                                                    | |                |                       |              |
| Cebú                 | Aeropuerto Internacional de Mactán-Cebú            | AirAsia Philippines Cebu Pacific Air EVA Air | A320-200       |                       |              |
| Kalibo               | Aeropuerto Internacional de Kalibo                 | China Airlines Mandarin Airlines operado por China Airlines (Chárter) Philippine Airlines                                                          |                |                       |              |
| Manila               | Aeropuerto Internacional Ninoy Aquino              | AirAsia Philippines Cebu Pacific Air China Airlines EVA Air Philippine Airlines                                                                    | A320-200       |                       |              |
| Puerto Princesa      | Aeropuerto Internacional de Puerto Princesa        | Philippine Airlines |                |                       |              |
| Hong Kong            |                                                    | |                |                       |              |
| Hong Kong            | Aeropuerto Internacional de Hong Kong              | Cathay Pacific China Airlines EVA Air Hong Kong Airlines StarLux Airlines                                                                          | A3xx           |                       |              |
| India                |                                                    | |                |                       |              |
| Nueva Delhi          | Aeropuerto Internacional Indira Gandhi             | China Airlines |                |                       |              |
| Indonesia            |                                                    | |                |                       |              |
| Denpasar             | Aeropuerto Internacional Ngurah Rai                | China Airlines EVA Air |                |                       |              |
| Surabaya             | Aeropuerto Internacional Juanda                    | China Airlines |                |                       |              |
| Yakarta              | Aeropuerto Internacional Soekarno-Hatta            | China Airlines EVA Air |                |                       |              |
| Japón                |                                                    | |                |                       |              |
| Asahikawa            | Aeropuerto de Asahikawa                            | EVA Air (Estacional) |                |                       |              |
| Fukuoka              | Aeropuerto de Fukuoka                              | China Airlines EVA Air Tigerair Taiwan | A32x           |                       |              |
| Hakodate             | Aeropuerto de Hakodate                             | EVA Air Tigerair Taiwan | A32x           |                       |              |
| Hiroshima            | Aeropuerto de Hiroshima                            | China Airlines |                |                       |              |
| Ishigaki             | Aeropuerto de Ishigaki                             | China Airlines (Estacional) |                |                       |              |
| Kagoshima            | Aeropuerto de Kagoshima                            | China Airlines |                |                       |              |
| Komatsu              | Aeropuerto de Komatsu                              | EVA Air |                |                       |              |
| Miyazaki             | Aeropuerto de Miyazaki                             | China Airlines |                |                       |              |
| Nagasaki             | Aeropuerto de Nagasaki                             | Mandarin Airlines | ATR 72-600     |                       |              |
| Nagoya               | Aeropuerto Internacional Chūbu Centrair            | Cathay Pacific China Airlines EVA Air Japan Airlines Jetstar Japan Tigerair Taiwan                                                                 | A32x           |                       |              |
| Naha                 | Aeropuerto de Naha                                 | China Airlines EVA Air Peach Tigerair Taiwan | A32x           |                       |              |
| Okayama              | Aeropuerto de Okayama                              | EVA Air (Estacional) Tigerair Taiwan | A32x           |                       |              |
| Osaka                | Aeropuerto Internacional de Kansai                 | Cathay Pacific China Airlines EVA Air Japan Airlines Jetstar Japan Peach Philippine Airlines Tigerair Taiwan                                       | A32x           |                       |              |
| Sapporo              | Nuevo Aeropuerto de Chitose                        | China Airlines EVA Air Peach Scoot | A32x           |                       |              |
| Sendai               | Aeropuerto de Sendai                               | EVA Air Peach Tigerair Taiwan | A32x           |                       |              |
| Shizuoka             | Aeropuerto de Shizuoka                             | China Airlines |                |                       |              |
| Takamatsu            | Aeropuerto de Takamatsu                            | China Airlines EVA Air (Estacional) |                |                       |              |
| Tokio                | Aeropuerto Internacional de Haneda                 | Peach Tigerair Taiwan | A32x           |                       |              |
| Tokio                | Aeropuerto Internacional de Narita                 | All Nippon Airways operado por Air Japan Cathay Pacific China Airlines EVA Air Japan Airlines Jetstar Japan StarLux Airlines Scoot Tigerair Taiwan | B787-10 A32x   |                       |              |
| Toyama               | Aeropuerto de Toyama                               | China Airlines |                |                       |              |
| Malasia              |                                                    | |                |                       |              |
| Kota Kinabalu        | Aeropuerto Internacional de Kota Kinabalu          | AirAsia Malaysia Airlines | A3xx           |                       |              |
| Kuala Lumpur         | Aeropuerto Internacional de Kuala Lumpur           | AirAsia X China Airlines EVA Air Malaysia Airlines Malindo Air                                                                                     | A330-343*      |                       |              |
| Penang               | Aeropuerto Internacional de Penang                 | China Airlines |                |                       |              |
| Macao                |                                                    | |                |                       |              |
| Macao                | Aeropuerto Internacional de Macao                  | Air Macau EVA Air Tigerair Taiwan | A32x           |                       |              |
| Birmania             |                                                    | |                |                       |              |
| Rangún               | Aeropuerto Internacional de Rangún                 | China Airlines |                |                       |              |
| Singapur             |                                                    | |                |                       |              |
| Singapur             | Aeropuerto Internacional de Singapur               | China Airlines EVA Air Scoot Singapore Airlines Tiger Airways                                                                                      |                |                       |              |
| Tailandia            |                                                    | |                |                       |              |
| Bangkok              | Aeropuerto Internacional Don Mueang                | Thai Lion Air Tigerair Taiwan StarLux Airlines | B737 A32x      |                       |              |
| Bangkok              | Aeropuerto Internacional Suvarnabhumi              | China Airlines EVA Air Thai Airways |                |                       |              |
| Phuket               | Aeropuerto Internacional de Phuket                 | China Airlines |                |                       |              |
| Vietnam              |                                                    | |                |                       |              |
| Ciudad Ho Chi Minh   | Aeropuerto Internacional de Tan Son Nhat           | China Airlines StarLux Airlines EVA Air Uni Air VietJet Air Vietnam Airlines                                                                       | A3xx           |                       |              |
| Da Nang              | Aeropuerto Internacional de Đà Nẵng                | Jetstar Pacific Airlines | A32xceo        |                       |              |
| Hanói                | Aeropuerto Internacional de Nội Bài                | China Airlines EVA Air VietJet Air Vietnam Airlines                                                                                                | A3xx           |                       |              |
| Europa               |                                                    | |                |                       |              |
| Alemania             |                                                    | |                |                       |              |
| Fráncfort del Meno   | Aeropuerto de Fráncfort del Meno                   | China Airlines |                |                       |              |
| Austria              |                                                    | |                |                       |              |
| Viena                | Aeropuerto de Viena-Schwechat                      | China Airlines EVA Air |                |                       |              |
| España               |                                                    | |                |                       |              |
| Barcelona            | Aeropuerto Barcelona                               | Eva Air |                |                       |              |
| Francia              |                                                    | |                |                       |              |
| París                | Aeropuerto de París-Charles de Gaulle              | Air France EVA Air |                |                       |              |
| Italia               |                                                    | |                |                       |              |
| Roma                 | Aeropuerto de Roma-Fiumicino                       | China Airlines |                |                       |              |
| Países Bajos         |                                                    | |                |                       |              |
| Ámsterdam            | Aeropuerto de Ámsterdam-Schiphol                   | China Airlines KLM |                |                       |              |
| Reino Unido          |                                                    | |                |                       |              |
| Londres              | Aeropuerto de Londres-Gatwick                      | China Airlines |                |                       |              |
| Londres              | Aeropuerto de Londres-Heathrow                     | EVA Air |                |                       |              |
| Turquía              |                                                    | |                |                       |              |
| Estambul             | Aeropuerto Internacional de Estambul               | Turkish Airlines |                |                       |              |
| Oceanía              |                                                    | |                |                       |              |
| Australia            |                                                    | |                |                       |              |
| Brisbane             | Aeropuerto Internacional de Brisbane               | China Airlines EVA Air |                |                       |              |
| Melbourne            | Aeropuerto Internacional Tullamarine               | China Airlines |                |                       |              |
| Sídney               | Aeropuerto Internacional Kingsford Smith           | China Airlines |                |                       |              |
| Estados Unidos Hawái |                                                    | |                |                       |              |
| Honolulu             | Aeropuerto Internacional de Honolulu               | China Airlines |                |                       |              |
| Guam                 |                                                    | |                |                       |              |
| Guam                 | Aeropuerto Internacional Antonio B. Won Pat        | China Airlines |                |                       |              |
| Nueva Zelanda        |                                                    | |                |                       |              |
| Auckland             | Aeropuerto Internacional de Auckland               | Air New Zealand China Airlines | B787-9         |                       |              |
| Christchurch         | Aeropuerto Internacional de Christchurch           | China Airlines (Estacional vía MEL) |                |                       |              |
| Palaos               |                                                    | |                |                       |              |
| Palaos               | Aeropuerto Internacional Roman Tmetuchl            | China Airlines |                |                       |              |

## Estadísticas

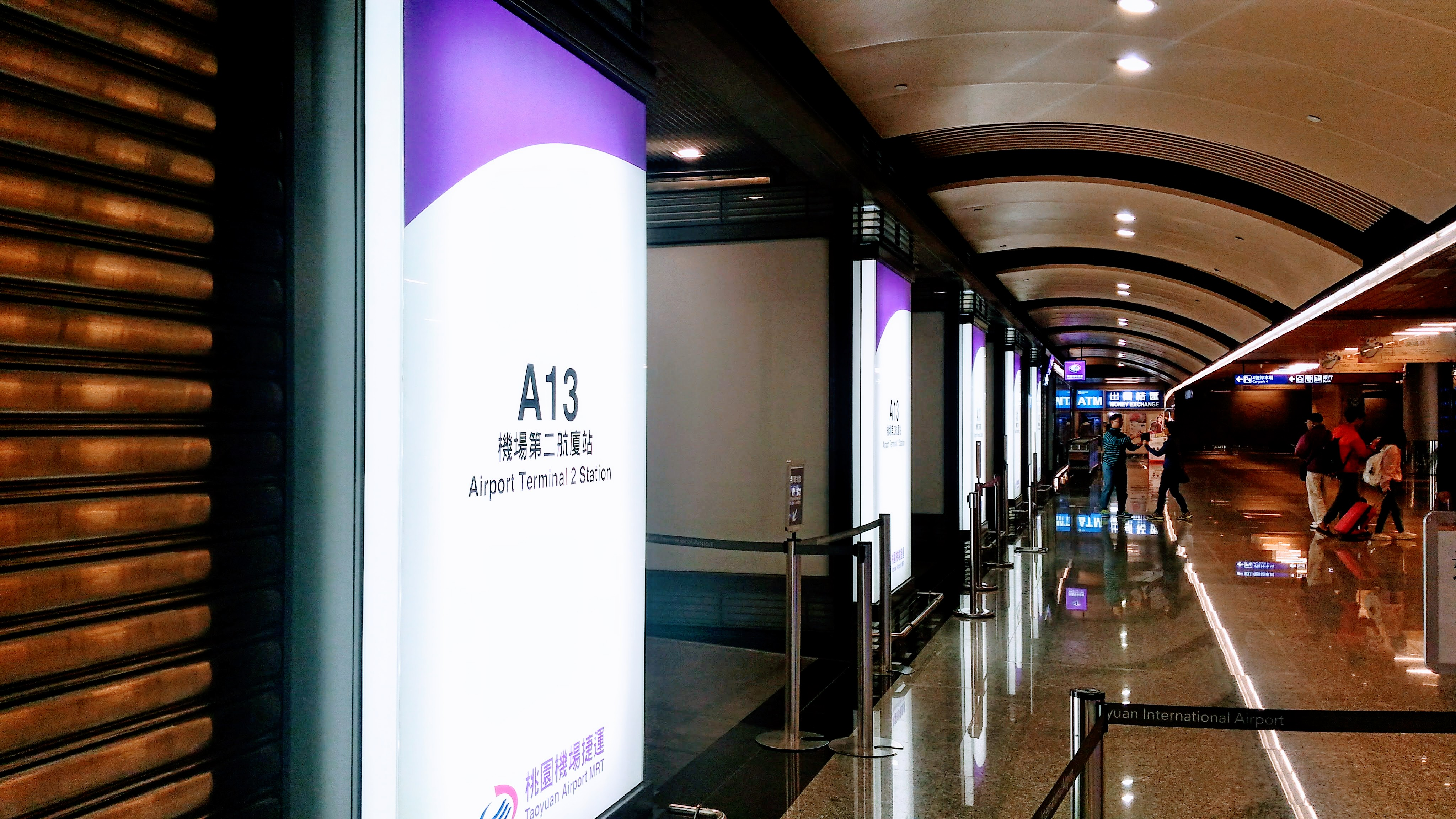
Estación Terminal 2 del Airport MRT

Mapa del Taoyuan Airport MRT

Ver fuente y consulta Wikidata.